# フルチカゾン・ホルモテロール
フルチカゾン・ホルモテロール（Fluticasone/Formoterol）は、ステロイド系抗炎症薬であるフルチカゾンプロピオン酸エステルと、長時間作用型アドレナリンβ2作動薬であるホルモテロールの合剤である。気管支喘息の長期管理に用いられる。吸入デバイスには加圧式定量噴霧式吸入器（pressurized Metered Dose Inhaler, pMDI）を採用している。商品名フルティフォーム。

## 効能・効果
気管支喘息
急性の発作に対しては使用できない。

## 添加物
- クロモグリク酸ナトリウム（添加量は、薬効を示さない用量）[3]
- 無水エタノール
- 1,1,1,2,3,3,3-ヘプタフルオロプロパン（英語版）（HFA227）

## 禁忌
下記の患者には禁忌である。
- 有効な抗菌剤の存在しない感染症、深在性真菌症の患者
- 製剤成分に対して過敏症（接触性皮膚炎を含む）の既往歴のある患者
- 結核性疾患の患者（原則禁忌）

## 副作用
日本国内の治験では21.4%が発生した。主な副作用は、嗄声（5.3%）、血中クレアチンホスホキナーゼ増加（2.1%）、動悸（1.3%）、喘息（1.3%）、口内炎（1.1%）、咽頭炎（1.1%）であった。
重大な副作用として添付文書に記載されているものは、ショック、アナフィラキシー、重篤な血清カリウム値低下、肺炎(0.42%)である。（頻度未記載は頻度不明）

## 有効性
フルティフォームの治験では、フルチカゾンまたはホルモテロール単剤に比較して、朝の吸入前一秒量の変化、吸入2時間後の一秒量の変化、効果不十分による投与中止の3点からなる主要評価項目を改善した。
フルチカゾン・ホルモテロールはブデソニド・ホルモテロールに対して効果は非劣性であった。またサルメテロール・フルチカゾンと効果を比較した臨床試験（無作為化非盲検試験）では、探索的評価項目である効果発現（一秒量の12%改善）までの期間で高度な有意差がついた。投与開始当日の吸入の5分後に効果が見られた患者は、フ・ホ群で39%、サ・フ群で14%、吸入2時間後ではフ・ホ群で77%、サ・フ群で64%であった。
ブデソニド・ホルモテロールのシムビコート、サルメテロール・フルチカゾンのアドエアは気管支喘息とCOPDの適応があるが、フルティフォームの適応は気管支喘息のみとなっている。